# Festa des Parlar de Sa
La Festa des Parlar de Sa és una celebració que té lloc al municipi valencià de Tàrbena (Marina Baixa) el primer dissabte de juny de cada any. Es tracta d'una iniciativa impulsada pel Centre d'Estudis de la Repoblació Mallorquina l'any 2016 amb el suport de diverses institucions com ara l'Ajuntament de Tàrbena, la Diputació d'Alacant o l'Acadèmia Valenciana de la Llengua. El seu objectiu és «potenciar i difondre es parlar de sa o tarbener», la modalitat lingüística pròpia de la població, caracteritzada per l'empremta de la repoblació mallorquina al segle xvii.
Entre les activitats que es duen a terme en aquesta diada, hi ha diverses propostes preparades per les associacions, entitats culturals i alumnes dels centres educatius de Tàrbena, com ara representacions teatrals, actuacions musicals o una dansada amb la participació de la Unió Musical de Tàrbena, la banda municipal de la localitat. Durant el transcurs de la jornada s'entreguen també els premis del Concurs Literari en Tarbener Adolf Salvà, en què els participants han d'usar la varietat lingüística local.